# Татомир Юліян
Юліян Татомир-Сас (3 січня 1881 — 26 березня 1946, Зальцбург, Австрія) — громадський та політичний діяч (зокрема, в освітній та кооперативній царинах) на Самбірщині, греко-католицький священник. Сенатор польського парламенту 2-го скликання (1928—1930).

## Життєпис
Народився 3 січня 1881 року на Старосамбірщині.
Висвячений у 1908 році. У 1909–1917 роках був вікарієм Самбора, згодом катехитом Самбірської молодшої середньої школи (1917–1919). На часі польсько-української війни був комендантом Самбора. По війні, упродовж 1919—1925 років, був вікарієм у Торгановичах. У 1925–1929 роках був парохом, а згодом й деканом в селі Лука на Самбірщині. 26 серпня 1928 року отець Юліян Татомир брав участь в урочистому акті коронації чудотворної ікони Самбірської Богородиці. На парламентських виборах 1928 року обраний від УНДО (Львівське воєводство) сенатором польського парламенту 2-го скликання (1928–1930).

Юліан Татомир як Голова УДК у Перемишлі.

На початку 1930-х років сенатор Юліан Татомир призначений на парафію села Лужок Горішній. Він заснував товариства «Луг», «Січ», а також «Позичкову касу», Товариство домашніх помічниць, яке стало на сторожі прав українських сільських дівчат, що у тих часах йшли масово до міста на службу. В 1936 році розпочався розпис місцевої церкви святої Параскеви, бані та вівтаря, але незабаром розпочалася друга світова війна і ці роботи були призупинені. 1939 року отець Татомир виїжджає з родиною на Засяння. Від 1939 року голова Українського Допомогового Комітету у Перемишлі. У 1941 році повертається знову до села Лужок Горішній. Він був добрим диригентом, який керував хором, організовував молодіжні організації, спортивні товариства, дитячі садки та бібліотеки. Під його проводом села Лужок Горішній і Бусовисько були найсвідомішими та найкраще зорганізованими на Старосамбірщині на той час. 1944 року з болем у серці він змушений був покинути рідні терени, виїхавши через Словаччину та Угорщину до австрійського міста Зальцбург, де 26 березня 1946 року спочив у Бозі. По смерті був похований на місцевому муніципальному цвинтарі у Зальцбурзі.
1974 року проведено ексгумацію тлінних останків покійного. Опісля того його прах перенесено з Австрії на український католицький цвинтар святої Марії у Фокс-Чейзі, де отець Юліян Татомир спочив поряд з дружиною Ольгою.

## Родина
Був одружений з Ольгою Хомицькою (1888—1968). У шлюбі 9 травня 1913 року народився син Олесь (пом. 27 червня 1987).